# Плотников, Сергей Осипович
Серге́й О́сипович Пло́тников (5 июня 1897, Большое Чигашево, Царевококшайский уезд, Казанская губерния, Российская империя — 11 января 1971, Большое Чигашево, Медведевский район, Марийская АССР, РСФСР, СССР) — советский государственный и хозяйственный деятель, педагог. Депутат Верховного Совета СССР II созыва (1946—1950). Член ВКП(б) с 1942 года.

## Биография
Родился 5 июня 1897 года в дер. Большое Чигашево (ныне — в составе г. Йошкар-Олы Марий Эл) в крестьянской семье. Рано осиротел.
Окончил 4-классное городское училище Царевококшайска, в 1918 году — 3-годичные педагогические курсы в Царевококшайске, в 1928 году — Вятский педагогический институт.
В 1918—1923 годах – преподаватель сельских школ Краснококшайского уезда (в дер. Большая Ноля, в том числе — учитель начального училища в д. Большое Чигашево), в 1928—1931 годах — заведующий станции народного образования (с. Мари-Билямор Мари-Турекского района), в 1931—1933 годах — директор Моркинского медицинского рабфака Марийской автономной области.
В 1933—1941 годах — преподаватель биологии, завуч, директор рабфака Марийского педагогического института имени Н. К. Крупской.
В 1941—1950 годах — директор Больше-Чигашевской школы и по совместительству председатель колхоза «Марий ял» Медведевского района Марийской АССР. В 1946 году Наркомзем СССР утвердил колхоз в статусе элитного хозяйства.
В 1942 году принят в ВКП(б). В 1946–1950 годах избирался депутатом Верховного Совета СССР II созыва.
Награждён орденами Трудового Красного Знамени, Отечественной войны II степени, медалями. Персональный пенсионер республиканского значения.
Ушёл из жизни 11 января 1971 года в дер. Большое Чигашево Медведевского района Марийской АССР.

## Награды
- Орден Трудового Красного Знамени (1948)[2]
- Орден Отечественной войны II степени (1946)[2]
- Медаль «За доблестный труд. В ознаменование 100-летия со дня рождения Владимира Ильича Ленина» (1970)[2]